# Корчунок (хутір)
Корчунок – хутір, приєднаний до с. Волиця Нараївської сільської громади. Розташований за 1,5 км на південний захід від села. Виник на початку 20-го ст. на місці викорчуваного лісу. В 1930-х рр. тут було 46 дворів, діяли осередок “Просвіти”, хата-читальня, крамниця, літній дитсадок у селянській хаті. Взимку 1940 р. більшовики виселили звідси у Сибір 7 польських сімей.
У 1941–1944 рр. поблизу хутора були схрони підпільників. 
У серпні 1944 р. хутір майже повністю спалили енкаведисти та польські облавники. 
1949 р. на хуторі проживало 100 осіб, був 21 двір. На початку вересня вдруге через Корчунок пройшла облава; згодом жителі залишили хутір.
У 1994 р. на хуторі встановлено пам’ятний хрест, відправлено панахиду (організатор – голова осередку НРУ Мирон Волянський). Нині на місці хутора пасовисько; ніхто не проживає.